# Mothergong O Amsterdam
Albums de Mother Gong
Acid Mothers Gong Live Tokyo
(2006) 2032
(2009)
Mothergong O Amsterdam est un album en concert de Mother Gong sorti en 2007.
Il fut joué au Unconventional Gong Gathering, un festival à Amsterdam entièrement consacré à la "famille" Gong. 
En Novembre 2006, le groupe a joué avec System 7, Steve Hillage Band, Tim Blake & J.P. Rykiel, Hadouk Trio, Acid-Mothers-Gong, Eat Static, Mother Gong, Daevid Allen unplugged, Zorch, Kangaroo Moon, Toolshed Lite, House of Thandoy, Here & Now, University of Errors, Glissando Orchestra, Sacred Geometry, Stroking the Tail of the Bird, Slack Baba, Purusha et Thom the Poet.

## Liste des titres
| No | Titre                                  | Durée |
| -- | -------------------------------------- | ----- |
| 1. | Gong Friends                           | 8:27  |
| 2. | Terrorist                              | 1:50  |
| 3. | Dream Star                             | 6:03  |
| 4. | Armageddon                             | 6:18  |
| 5. | Robot Woman                            | 3:52  |
| 6. | Today Is Beautiful                     | 8:14  |
| 7. | Love                                   | 7:12  |
| 8. | Future Is Fantasy                      | 5:53  |
| 9. | Email from the Office of the Most High | 8:44  |

## Musiciens
- Tim Hall : basse
- Orlando Allen : batterie
- Didier Malherbe : flûte, saxophone, doudouk
- Gwyo De Pix : synthétiseur, guitare
- Graham Clark : violon
- Gilli Smyth : voix